# Lars-Gösta Wiman
Lars-Gösta Wiman född 22 september 1926 i Norberg, död 4 juni 2019 i Uppsala, var en svensk lungläkare, docent och medicinhistoriker.

## Biografi
Wiman läste medicin i Uppsala och blev där med.lic. 1956. År 1964 disputerade han för medicine doktorsgrad på en avhandling inom cytologisk diagnostik och blev samma år docent i lungmedicin vid Kungl. universitetet i Uppsala.
Vid 39 års ålder utnämndes Wiman till överläkare på lungkliniken vid Hällnäs sjukhus, det stora tidigare sanatoriet i Västerbottens inland. Han mötte där de blivande läkarkandidaterna som hade en veckas obligatorisk tjänstgöring på Hällnäs lungklinik i sin utbildning. Wiman ledde senare avvecklingen av lungavdelningarna och överflyttningen till det nybyggda sjukhuskomplexet i Umeå, numera Norrlands universitetssjukhus. Han byggde där upp en forskningsverksamhet, var aktiv inom undervisningen och förblev klinikchef till 1975.
År 1975 utnämndes Wiman till överläkare och klinikchef vid den nyöppnade lungkliniken på Huddinge sjukhus, nu kallat Karolinska sjukhuset. Han byggde ännu en gång upp en universitetsmiljö i lungmedicin med utbildning av lungläkare och forskare. Forskningen rörde inte minst rökningens skadeverkningar och han initierade den första patientmottagningen för rökavvänjning på Huddinge.
Internationella möten och kongresser engagerade Wiman och han var ledamot i ett stort antal vetenskapliga föreningar såsom World Association for Bronchology och American College of Chest Physicians. I Sverige var han under många år aktiv i styrelsen för Svensk Lungmedicinsk Förening, från 1996 som hedersledamot och med stora insatser som arkivarie.
Wiman var intresserad av medicinhistoria och särskilt lungmedicinens historia och publicerade flera medicinhistoriska arbeten med start 1980.
Lars-Gösta Wiman är begravd på Hammarby kyrkogård utanför Uppsala.

## Utmärkelser
- 2007 – Förste mottagare av Uppsala läns landstings Medicinhistoriska Stipendium.
- 2014 – Medicine jubeldoktor i Uppsala